# Municipio de Atlacomulco
El municipio de Atlacomulco es uno de los 125 municipios que conforman el Estado de México, México. El municipio tiene comunidades tanto urbanas como rurales y tiene una superficie de 258 km² y su cabecera municipal es la ciudad de Atlacomulco de Fabela considerada como la capital económica e industrial del norte del Estado de México y punto logístico estratégico en el centro del país. Limita al norte con Temascalcingo y Acambay; al sur con Jocotitlán; al este con Timilpan y Jocotitlán; y al oeste con Jocotitlán y Temascalcingo. Según el censo del 2010 tiene una población total de 109,384 habitantes.
Es el municipio de origen de Enrique Peña Nieto, presidente de México entre 2012 y 2018.

## Toponimia
El origen de la palabra Atlacomolco (< a-tlacomol-co) viene del náhuatl, compuesta de a- 'agua', (tla)comol(li) 'pozo' y -co (locativo), y significa "Lugar entre pozos de agua". El municipio adopta el nombre de la cabecera municipal.

## Política y Gobierno
La cabecera municipal es la ciudad de Atlacomulco de Fabela, lugar donde reside el gobierno local.
| Presidente municipal              | Partido político | Periodo   |
| --------------------------------- | ---------------- | --------- |
| Juan Antonio Guzmán Sánchez       |                  | 2000-2003 |
| Noé Becerril Colín                |                  | 2003-2006 |
| Lucas Rogelio Caballero Meraz     |                  | 2006-2009 |
| Fidel Almanza Monroy              |                  | 2009-2012 |
| Arturo Nemesio Vélez Escamilla    |                  | 2013-2015 |
| Anna María Chimal Velasco         |                  | 2016-2018 |
| José Martín Roberto Téllez Monroy |                  | 2019-2021 |
| Marisol del Socorro Arias Flores  |                  | 2022-2024 |
| Nicolás Martínez Romero           |                  | 2025 -    |

## Demografía
- san lorenzo tlacotepec]], es una localidad situada a 2,550 metros sobre el nivel del mar, cuenta con una población de aproximadamente 4,730 habitantes de los cuales la mayoría se dedica a la floricultura, misma que exportan a diferentes países.

- San Pedro del Rosal, localidad situada a 2,600 metros sobre el nivel del mar, cuenta con una población aproximada de 3,400 habitantes haciendo de la paja su artesanía favorita con la elaboración de sombreros, canastos y elaboración de algunos adornos navideños, el comercio informal es una fuente económica importante de la comunidad.

- Santiago Acutzilapan, localidad situada a 2,770 metros sobre el nivel del mar, con una población aproximada de 5,503 habitantes, y basan su economía en el comercio con la venta de plásticos al menudeo y mayoreo.

Además se encuentra a San Jerónimo de los Jarros y Bobashi de Guadalupe comunidades que se dedican a la alfarería. Existen otras localidades como San Juan de los Jarros y la Mesa de Chosto que se dedican a la venta de globos en diferentes partes del país, y en todo el municipio elaboran bordados a mano que venden en los tianguis.
Santo Domingo Shomejé es una localidad que también pertenece a este municipio, es importante mencionarla ya que es ahí donde está ubicada la Universidad Politécnica de Atlacomulco, cuyo terreno fue donado por los propios ejidatarios de dicha comunidad.

## Personalidades destacadas
- Isidro Fabela Alfaro, diplomático y gobernador del Estado de México (1942-1945).
- Enrique Peña Nieto, gobernador del Estado de México (2005-2011) y presidente de México (2012-2018).
- Arturo Montiel Rojas, diputado federal (1991-1994) y gobernador del Estado de México (1999-2005).
- Mario Colín Sánchez, político y escritor.
- Salvador Sánchez Colín, gobernador del Estado de México (1951-1957).
- Alfredo del Mazo Vélez, gobernador del Estado de México (1945-1951).
- Carolina Monroy del Mazo, presidenta municipal de Metepec (2012-2015), secretaria general del Partido Revolucionario Institucional (2015-2017) y diputada federal (2015-2018).